# Meandrusa
Genre
Synonymes
- Dabasa Moore, 1888[1]

Meandrusa est un genre de papillons asiatiques de la famille des Papilionidae et de la sous-famille des Papilioninae.

## Systématique
Le genre Meandrusa a été créé par Frederic Moore en 1888.

## Liste d'espèces
Selon BioLib (22 mars 2021) :
- Meandrusa gyas (Westwood, 1841)

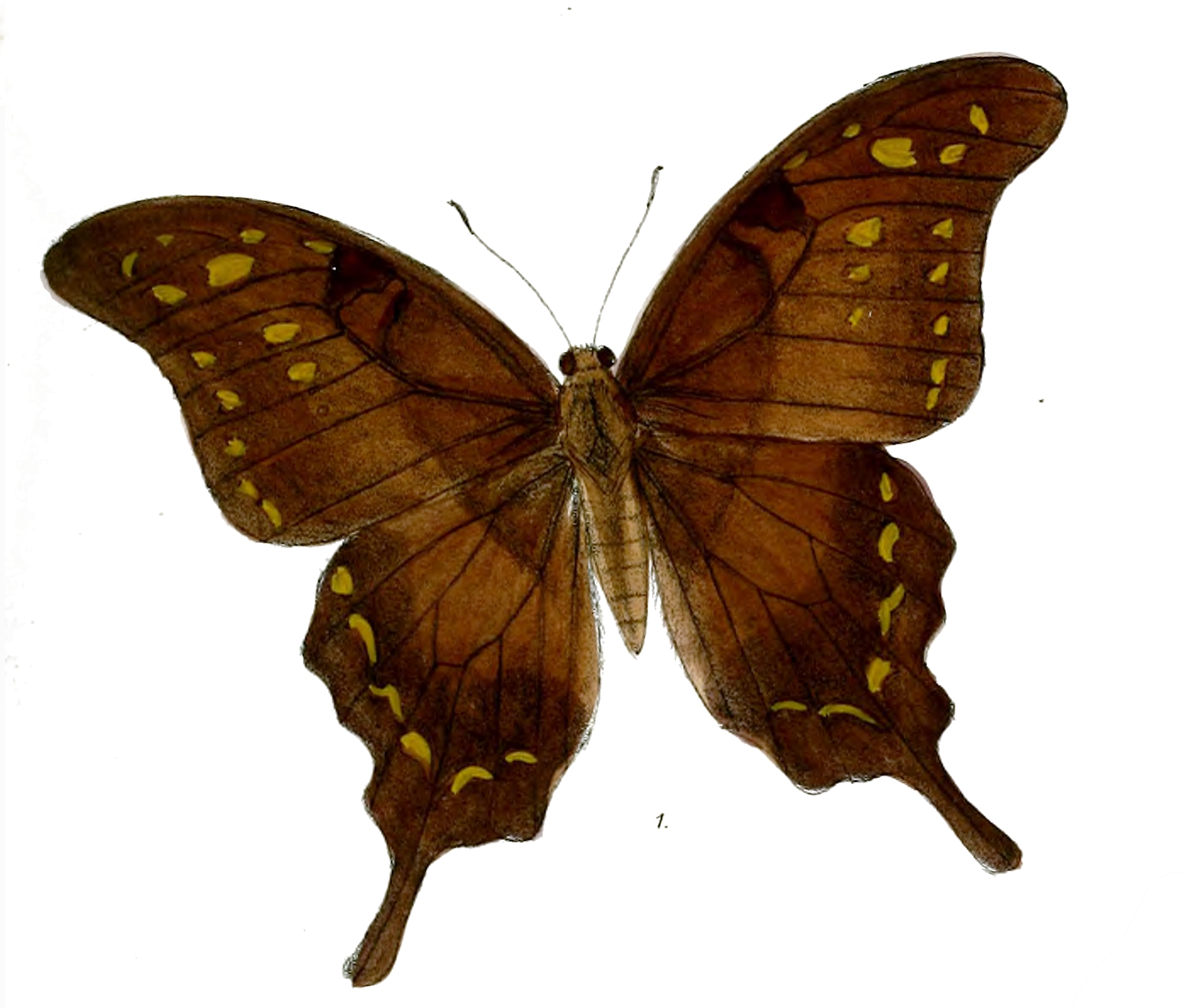
Meandrusa sciron mâle

- Meandrusa lachinus (Fruhstorfer, 1901)
- Meandrusa payeni (Boisduval, 1836)

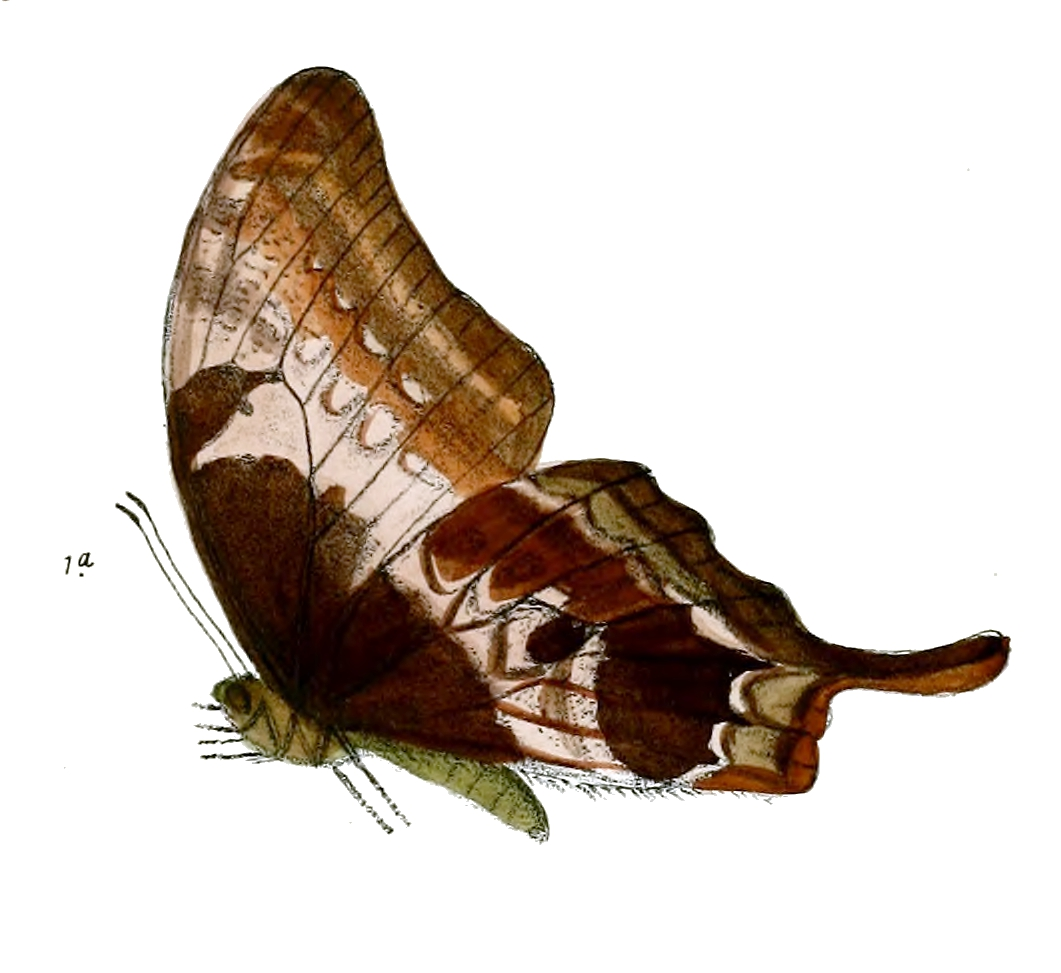
Meandrusa sciron mâle

- Meandrusa sciron mâleMeandrusa sciron (Leech, 1890)

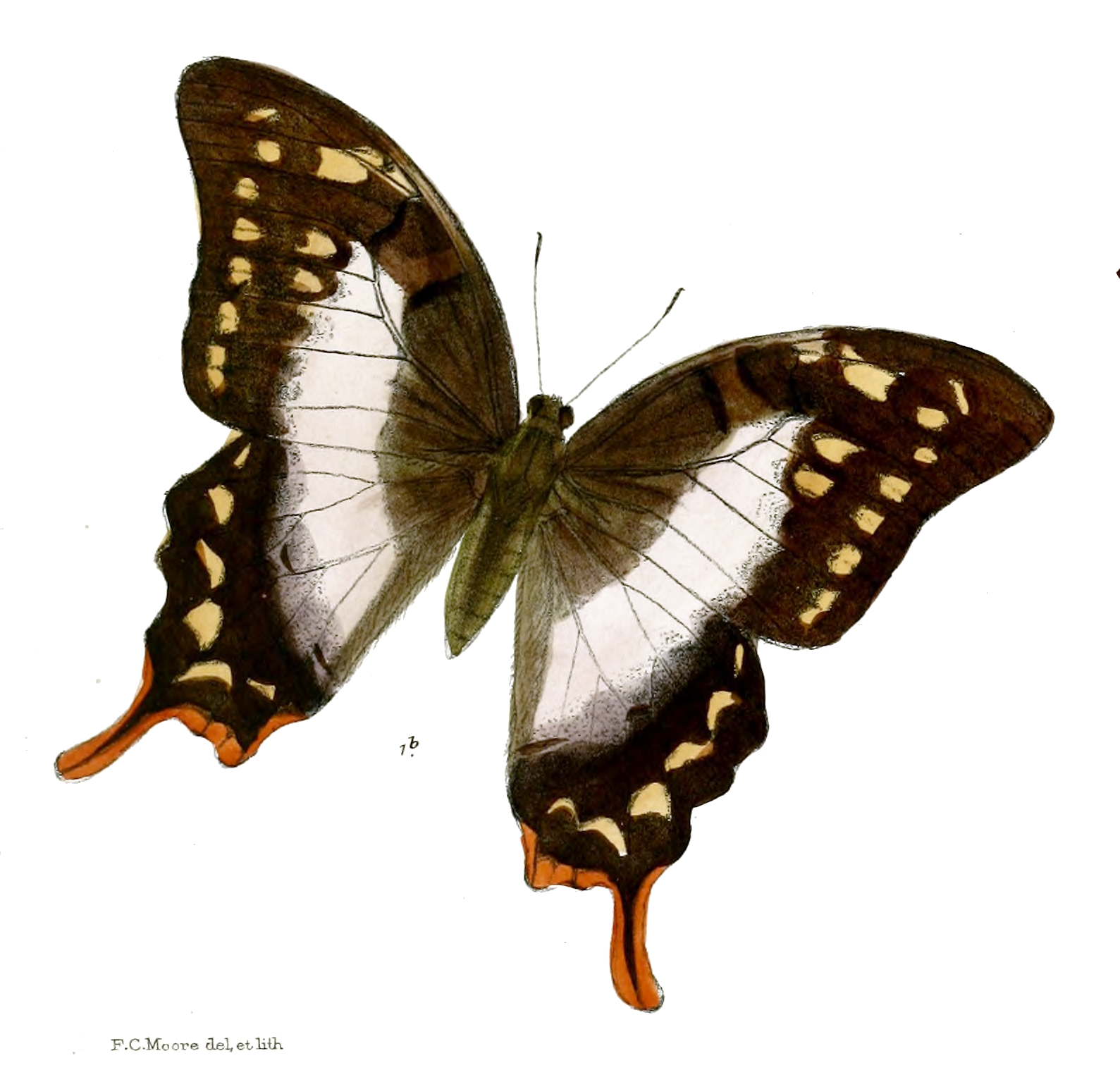
Meandrusa sciron femelle